# ミドル3
ミドル3（ミドルスリー、英名：Middle Three）は、さまぁ〜ず、雨上がり決死隊、くりぃむしちゅーの3組のお笑いコンビが出演するテレビ朝日系列のトークバラエティ番組のタイトルであり、3組の総称でもある。正式タイトルは『さまぁ〜ず・雨上がり決死隊・くりぃむしちゅーの多角的トークバラエティ ミドル3（現在レギュラー出願中!）』。
ビートたけし、明石家さんま、タモリのビッグ3のように広く知れ渡っている言葉ではなく、あくまで番組内で使用しているものである。

## 概要
- 2004年1月放送のテレビ朝日系特別番組『さまぁ〜ず&雨上がり お風呂かよ! 全員集合』にくりぃむしちゅーがゲスト出演した際、有田が命名（大竹が提案した『前略、あめくりさま』、後に『さま』の順番を不服として三村が提案した『さまくりあめ』はあえなく却下された）。『ミドル』とは3組が芸歴・地位ともに中堅クラスのお笑い芸人であることを指し、BIG3に対抗して名付けられている。
- なお、この3組はかつてTBS『ウンナンの気分は上々』に出演経験があり、特に内村光良のロケ企画への出演が多かった[1]。それをきっかけに、さまぁ〜ずとくりぃむしちゅーは内村によって現在のコンビ名に改名している。
- 毎回番組の最後に3組が、テレビ朝日編成局へレギュラー番組化を嘆願し、土下座をするのが恒例になっている。しかし「番組枠が空いていない」との理由から、レギュラー化は未定のままである。ただし、ミドル3が『雨上がり決死隊のトーク番組アメトーーク!』から独立した特番であることと、制作スタッフや番組構成も同番組と共通していることから、事実上『アメトーーク!』の特別編と位置づけられている[2]。そのため、レギュラー化の嘆願はいわゆるお約束である可能性がある。
- 『アメトーーク!』の特別編ということもあって、番組で使われるテロップや効果音の多くも同番組と共通している。しかも、雨上がり決死隊の発言テロップの色も『アメトーーク!』と同様、宮迫が紫色で蛍原が緑色である[3]。
- 2004年から2006年まで、12月31日にテレビ朝日で生放送された笑福亭鶴瓶・ロンドンブーツ1号2号司会の『お笑い!!ゆく年くる年』にミドル3の3組が出演し、年越しカウントダウンを行っている。
- パイロット版（アメトーーク!スペシャルでのミドル3）は、2010年1月24日発売のDVD『アメトーーク!』第8巻に収録。

## 沿革
1. 2004年9月放送の『アメトーク!』スペシャルでさまぁ〜ず・くりぃむしちゅーをゲストに招き、3組が土下座をして番組発足を懇願した結果、2004年10月5日に第1弾として放送された。第1弾では収録中に電話でゲストを急遽スタジオに呼び寄せ、小池栄子、藤井隆、青木さやか、堀内健が駆けつけた。
2. 2004年12月28日放送の第2弾では、乙葉をゲストに迎え、「2004年やり残したこと」をテーマにトークを展開。
3. 2005年4月4日放送の第3弾では、まず川島なお美・小倉優子をゲストに迎えた「シャッフルコンビトーク」を行ない、三村・蛍原コンビが優勝。また「ファッショントーク」ではゲストの小池栄子とともに、ミドル3の面々が過去実際に着ていた服装に着替えてトークを展開。最も酷評された上田が「優勝」した。
4. 2006年1月5日放送の第4弾は、銭湯風セットの中で湯船に浸かりながらトーク。湯上がり後はゲストに東野幸治を迎え、各人の出演番組の裏話を暴露した。また「ファッショントーク」第2回では、若槻千夏をゲストに迎え、再び若かりし頃の恥ずかしいファッションで登場。前回の上田に続き、有田が優勝し、くりぃむしちゅーの2連覇となった。
5. 2007年1月4日放送の第5弾は、第3回「ファッショントーク」でゲストに眞鍋かをりを迎え、1990年頃のファッションを披露。有田が前回に引き続きV2を達成（当人はエンディングで「この格好で代官山に行く」と発言）。浴衣姿で2006年の反省会を行い、最後は出演者を代表してリーダーの三村が編成局に夏頃の特別番組枠を嘆願したが、現在のところ続編は放送されていない。

## スタッフ
- ナレーション：佐藤賢治
- 構成：そーたに、中野俊成、渡辺鐘、町田裕章、岩本哲也
- カメラマン：辻稔
- ビデオエンジニア：有田好嗣
- 音声：山本賢
- 照明：桑原則幸
- 美術：遠藤ゆか
- セットデザイン：前田香織
- 大道具：高子昌樹
- 小道具：益子尚正
- 電飾：安田勝広
- タイトル ：リトルベア
- VTR編集：伊藤英二、黒澤雅之
- MA：石塚亮
- 音効：栗田勇児
- タイムキーパー：林邊ゆかり
- 広報：加藤瑞穂
- アシスタントプロデューサー：安孫子みどり
- ディレクター：高安義則
- 演出・プロデューサー：加地倫三
- チーフプロデューサー：板橋順二
- 技術協力：スウィッシュ・ジャパン、テレテック、IMAGICA
- 企画協力：松沢健介（ホリプロ）、木本公敏（吉本興業）、大橋由佳（プライムワン）
- 制作著作：テレビ朝日

### 過去のスタッフ
- ディレクター：村山俊彦
- 広報：箕田夕佳